# Apleurotropis lalori
Apleurotropis lalori is een vliesvleugelig insect uit de familie Eulophidae. De wetenschappelijke naam is voor het eerst geldig gepubliceerd in 1938 door Girault.